# Drop a Beat
Singles de Moby
Go
(1990) Next Is the E
(1992)
Pistes de Moby
Everything
(02)
Drop a Beat est une chanson de l'artiste électronique américain Moby extraite de son album éponyme sorti en 1992. Elle est placée la même année 6e au classement américain Billboard Hot Dance Club Play.

## Liste des morceaux[2]
| 1. | Drop a Beat (Original Mix) | 4:21 |
| 2. | Drop a Beat (Deep Mix)     | 5:57 |
| 3. | Electricity                | 3:27 |
| 4. | U.H.F. 2                   | 4:59 |

## Classements
| Charte (1992)                      | Meilleure position |
| ---------------------------------- | ------------------ |
| U.S. Billboard Hot Dance Club Play | 6                  |